# Carl Emil Wessel
Carl Emil Wessel (15. januar 1831 i Helsingør – 22. maj 1867) var en dansk arkitekt og kunstner. På grund af sin tidlige død nåede han stort set kun at tegne Taarbæk Kirke, som blev bygget i 1863-1864.
Wessel var søn af etatsråd, kæmmerer ved Øresunds Toldkammer Christian Gerhard Wessel og Emilie Christine født Duche. Han skulle have gået den militære vej og blev i 1843 optaget i Landkadetkorpset; men af lyst til kunsten forlod han Kadetakademiet og gik (1847) over til Kunstakademiet, hvor han i 1851 blev elev på arkitekturskolen og i 1854 vandt den lille sølvmedalje. Samtidig havde han tegnet hos G.F. Hetsch og gennemgået murerlæren.
Derefter foretog han for egen regning en rejse til Tyskland, navnlig for at blive fortrolig med den gotiske arkitektur (1854-1855). I Regensburg, hvor han også studerede, blev han kendt med Julie Regine Hagen, der i 1856 blev hans kone. På samme tid som han ved privat arbejde søgte sit underhold for sig og sin familie, konkurrerede han til Akademiets medaljer og vandt i 1859 den store sølvmedalje, i 1861 den lille og i 1863 den store guldmedalje for opgaven Et Nationaltheater. Han blev derefter lærer ved arkitekturskolen. På Kunstakademiets store rejsestipendium rejste han i 1864 atter udenlands, denne gang væsentligst til Italien, Frankrig og Spanien, hvor den mauriske bygningskunst især fængslede ham. Da han i foråret 1867 vendte hjem fra denne Rejse, var det med nedbrudt helbred, og den 22. maj samme år bortrev en tyfusfeber den unge lovende kunstner, for hvem nu først en egentlig virkekreds skulle have åbnet sig.
Inden da havde han nået at tegne forlystelsesetablissementet Alhambra på Frederiksberg for Georg Carstensen (1857, nedrevet), Taarbæk Kirke for C.F. Tietgen, kaldet Skovkapellet (1863-64, inspireret af en kirke i Limerick), en kontorbygning i schweizisk stil for Tivoli (1866, nedrevet) og et projekt til kunstmuseum i Hamborg (sammen med Vilhelm Dahlerup).
Han udstillede på Charlottenborg Forårsudstilling 1854, 1861-62, 1864 og var repræsenteret posthumt på Raadhusudstillingen i København 1901. 
Wessels søn, J.H. Wessel, har tegnet Dragør Kirke i en stil inspireret af Taarbæk Kirke.